# Кропівкі
Кропівкі (пол. Kropiwki) — село в Польщі, у гміні Сосновиця Парчівського повіту Люблінського воєводства. Населення — 20 осіб (2011).

## Історія
За даними етнографічної експедиції 1869—1870 років під керівництвом Павла Чубинського, у селі переважно проживали греко-католики, які розмовляли українською мовою.
У 1975—1998 роках село належало до Холмського воєводства.

## Демографія
Демографічна структура станом на 31 березня 2011 року:
|          | Загалом | Допрацездатний вік | Працездатний вік | Постпрацездатний вік |
| -------- | ------- | ------------------ | ---------------- | -------------------- |
| Чоловіки | 9       | 2                  | 4                | 3                    |
| Жінки    | 11      | 1                  | 4                | 6                    |
| Разом    | 20      | 3                  | 8                | 9                    |